# 南唐書 (馬令)
『南唐書』（なんとうしょ）は、馬令撰、全30巻。
『南唐書』は元は馬令・胡恢・陸游の三家があった。馬令は常州宜興県の人であり、その祖父の馬元康は生前金陵（現在の江蘇省南京市）にいて、南唐の旧事に習熟し諳んじていた。宋の徽宗の崇寧4年（1105年）、馬令は『南唐書』を撰述した。この書は、『三国志』「蜀書」の例に倣い、先主書・嗣主書および後主書を置き、総5巻。列伝は22巻ある。滅国伝2巻。建国譜1巻は、もっぱら南唐35州のことを記す。
馬令はまた欧陽脩の『新五代史』の春秋の筆法に倣い、巻首・文末の序・論は多く「嗚呼」で始めるので、読んでいくと読者をうんざりさせる。後人の評価は高くなく、胡震亨は、「私は初めて馬令の『南唐書』を手に入れた。政治の話を酒の肴にでもしようと思っただけのことだ。陸游が新たに編纂した『南唐書』を手に入れてみてこれを読めば、正史と野史とはそれ自体が遥かに懸け離れていることが分かる。もはや偽史など持ち出してこれをいい加減に扱うなどありえないことだ」と言っている。嘉靖20年（1541年）の姚咨の抄本がある。清初に四庫全書館が『四庫全書』に収めた。